# Banksy
Banksy (Bristol, 1974/75) é um artista de rua, ex-grafiteiro, ativista político e, cineasta britânico, cujos trabalhos em estêncil são facilmente encontrados nas ruas da cidade inglesa de Bristol, em Londres e, em várias cidades do mundo. Estudos apontam sua identidade como Robin Gunningham, mas há controversias.

## Biografia
Banksy é o pseudônimo de um artista britânico, que tem uma arte de rua satírica e subversiva combina humor negro e grafite feito com uma distinta técnica de estêncil. Seus trabalhos de comentários sociais e políticos podem ser encontrados em ruas, muros e pontes de cidades por todo o mundo. O trabalho de Banksy nasceu da cena alternativa de Bristol, e envolveu colaborações com outros artistas e músicos. De acordo com o designer gráfico e autor Tristan Manco, Banksy nasceu em 1974 em Bristol (Inglaterra), onde também foi criado. 
Filho de um técnico de fotocopiadora, começou como açougueiro mas se envolveu com grafite durante o grande boom de aerossol em Bristol no fim da década de 1980. Observadores notaram que seu estilo é muito similar a Blek le Rat, que começou a trabalhar com estênceis em 1981 em Paris, e à campanha de grafite feita pela banda anarco-punk Crass no sistema de metro de Londres no fim da década de 1970. Conhecido pelo seu desprezo pelo governo que rotula grafite como vandalismo, Banksy expõe sua arte em locais públicos como paredes e ruas, e chega a usar objetos para expô-la. Banksy não vende seus trabalhos diretamente, mas sabe-se que leiloeiros de arte tentaram vender alguns de seus grafites nos locais em que foram feitos e deixaram o problema de como remover o desenho nas mãos dos compradores. O primeiro filme de Banksy, ‘Exit Through the Gift Shop’, teve sua estreia no Festival de Filmes de Sundance, foi oficialmente lançado no Reino Unido no dia 5 de março de 2010, e em janeiro de 2011 foi nomeado para o Oscar de Melhor Documentário.

## Identidade
Vários estudos apontam a sua verdadeira identidade como sendo Robin Gunningham.
Em 2016, um jornalista escocês afirmou que Robert Del Naja é a verdadeira identidade de Banksy. Em 2017, o DJ Goldie usou o nome "Robert" para se referir a Banksy durante uma entrevista ao Podcast Distraction Pieces, do Reino Unido. Também há especulação de que o artista suíço Maître de Casson pode ser Banksy, mas este nega a afirmação em seu site.

## Obras

Obra de Banksy - Mural intitulado Well Hung Lover, Bristol - Inglaterra.

Suas obras são carregadas de conteúdo social expondo claramente uma total aversão aos conceitos de autoridade e poder. Em telas e murais faz suas críticas, normalmente sociais, mas também comportamentais e políticas, de forma agressiva e sarcástica, provocando em seus observadores, quase sempre, uma sensação de concordância e de identidade. Apesar de não fazer caricaturas ou obras humorísticas, não raro, a primeira reação de um observador frente a uma de suas obras será o riso. Espontâneo, involuntário e sincero, assim como suas obras.

### Mural Apagado
Um grande mural do "artista guerrilheiro" Banksy foi coberto de tinta por funcionários contratados pela prefeitura da cidade britânica de Bristol para lidar com pichação. O trabalho artístico, com pouco mais de 7 metros de comprimento e que ficava em um muro ao lado de oficinas na cidade, foi coberto com uma grossa camada de tinta preta. O conselho municipal de Bristol disse que quer que o erro seja investigado e determinou a preservação de todas as obras de Banksy na cidade. Em consequência deste engano, alguém pichou as palavras "wot no Banksy?" (que poderia ser traduzido como "o quê, sem Banksy?") por cima da tinta preta.
O mural, um dos primeiros trabalhos de Banksy, apresentava uma coleção de formas azuis, com o traço que é sua marca registrada. Há outros grafites dele em uma ponte ferroviária na mesma cidade. Gary Hopkins, do conselho municipal de Bristol, disse que os funcionários da empresa contratada, Nordic, receberam a incumbência de apagar uma pichação ao lado da obra de Banksy, mas se enganaram e cobriram os traços do artista. "Nós teremos que tomar providências contra a empresa, porque o conselho municipal não deu instruções para a remoção de nenhum trabalho de Banksy".
"Estamos cientes de que ele é bastante valioso e temos instruções específicas para que nenhum mural de Banksy seja removido", afirmou. A Nordic e o artista não se pronunciaram sobre o assunto. Algumas das obras de Banksy alcançaram preços altos entre colecionadores. Em fevereiro, uma imagem de aposentados jogando boliche com bombas foi vendida pelo equivalente a quase US$ 200 mil, um recorde para o artista. Mas a galeria Lazarides, em Londres, que vende cópias do seu trabalho, disse que seria um erro colocar um preço no antigo mural de Bristol pois isto poderia ser uma tentação para pessoas que poderiam removê-lo. No seu site o próprio Banksy afirma não ser oficialmente representado por esta galeria.

### Mês de Banksy em Nova Iorque
Durante o mês de outubro de 2013 Banksy esteve em Nova Iorque e realizou uma série de trabalhos pelas ruas da cidade. Todas as suas intervenções foram divulgadas em um site e acabaram atraindo a atenção de moradores e turistas. Dentre alguns dos trabalhos se destacaram uma crítica à construção do One World Trade Center, uma escultura de um Ronald McDonald mal-humorado usando um enorme sapato vermelho que era engraxado por um jovem humano e um caminhão que estava repleto de bichos de pelúcia que choravam e gritavam simbolizando animais indo para o abate.

### Exit through the gift shop
O documentário sobre arte urbana Exit Through the Gift Shop, foi o primeiro filme de Banksy, tendo sua estreia mundial no Festival de Filmes de Sundance, sendo lançado no Reino Unido no dia 5 de março de 2010. No ano seguinte, foi um dos indicados ao Oscar de Melhor Documentário.
O filme, que apresenta a transformação de um documentarista francês chamado Thierry Guetta em um fenômeno da arte urbana, Mr. Brainwash, foi apontado como uma fraude pela mídia internacional. Ainda assim, o filme foi aclamado por suas inovações na forma, e por trazer flagras de diversos artistas do grafite fazendo suas obras, entre eles o próprio Banksy e o francês Invader.

### Girl with Balloon
Mural criado em 2002 que mostra uma menina com um balão vermelho em forma de coração. Em 5 de outubro de 2018 uma pintura reproduzindo o mural, feita pelo artista em 2006, foi leiloada na Sotheby's, em Londres. A obra foi arrematada por uma mulher, pelo valor de £1 milhão (cerca de US$1,3 milhões, na época). Em seguida ao arremate, uma sirene tocou e a obra deslizou para fora de sua moldura, se autodestruindo, sendo  parcialmente cortada em tiras por um triturador de papeis embutido na moldura. Depois Banksy postou em seu Instagram um vídeo que mostrava como havia instalado um equipamento dentro da moldura, para destruir a obra caso esta fosse a leilão. O artista também postou outro vídeo do momento em que a obra se destruía ante a perplexidade dos presentes, com a frase "The urge to destroy is also a creative urge" ("O desejo de destruir também é um impulso criativo"), atribuída a Picasso.